# セント・アンドリューズ・スクール
セント・アンドリューズ・スクール（St. Andrew’s School）は、アメリカ合衆国デラウェア州ミドルタウンにあるボーディングスクール。

## 概要
1929年にエピスコパル教会の私立高等学校として設立。元々は男子校であった。寄付金は1億7千万ドルに上り、資産に於いては米国で2番目に多い。
1989年製作のアメリカ映画「いまを生きる」のロケ地でもある。